# Seoul Trimage
Seoul Trimage est un complexe résidentiel construit en 2017 à Séoul en Corée du Sud. Il est composé de deux paires de tours jumelles. Les deux plus hauts gratte-ciels mesurent 200 mètres pour 47 étages, les deux autres 182 mètres pour 36 étages.